# Legió III Italica

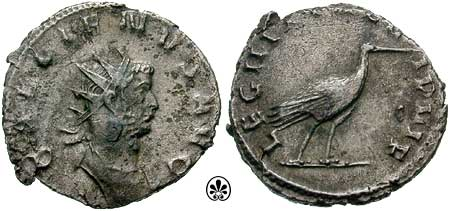
Antoninià encunyat per Galiè l'any 260 per celebrar la III Italica. S'hi veu la cigonya, símbol de la legió, i la inscripció amb el cognomen atorgat per Galiè VI Pia VI Fidelis.

La legió III Italica va ser una legió romana creada per Marc Aureli cap a l'any 165 per a les seves campanyes contra els marcomans. El cognomen Italica suggereix que els primers soldats que la van formar van ser reclutats a Itàlia. La legió seguia activa a Germània durant el segle iv. El seu emblema era una cigonya.
Junt amb les dues legions II Italica i I Adiutrix, la III Italica va ser destinada a les províncies del Danubi, per lluitar contra la invasió de Rètia i Noricum pels marcomans. L'any 171 van construir el campament de Castra Regina, l'actual Ratisbona, pensat per ser una posició defensiva, un autèntic castell amb murs altíssims. La legió estava present a altres ciutats de Rètia, sobretot a la capital de la província, Augusta Vindelicorum (actual Augsburg), ja que el comandant de la legió també era el governador de Rètia.
A la guerra civil de l'any 193, la legió va donar suport a Septimi Sever i el va ajudar a vèncer els seus adversaris, Pèrtinax i Didi Julià primer i després a Pescenni Níger i Clodi Albí. Posteriorment va lluitar amb Caracal·la en la seva campanya contra els alamans. Sembla que la legió, o alguns destacaments (Vexillatio), van participar en les campanyes de Gordià III contra els sassànides l'any 243, ja que va rebre el cognomen de Gordiana.
Durant els anys foscos del segle iii la legió va prendre part en les diverses lluites pel poder. Va lluitar a favor de Gal·liè que li va concedir els cognomina de VI Pia VI Fidelis i VII Pia VII Fidelis («sis vegades fidel i sis vegades lleial» i «set vegades fidel i set vegades lleial»). En aquesta època el seu campament principal encara era Regina Castra, però Luci Domici Aurelià la va mobilitzar per fer la campanya contra la reina Zenòbia l'any 273.
A finals del segle iv la legió seguia present al Danubi com una unitat de comitatenses.